# ربیت

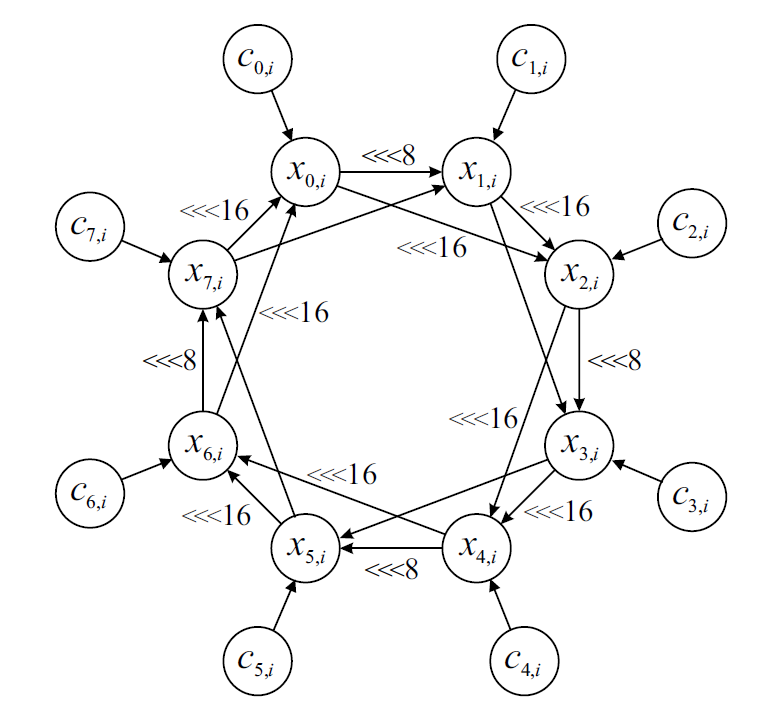
ربیت.

رویت(Revit) یک رمز دنباله‌ای با سرعت بالاست که برای اولین بار در فوریه ۲۰۰۳ در دهمین «کارگاه رمزگذاری سریع نرم‌افزار» ارائه شده‌است. در مه سال ۲۰۰۵، به عنوان پروژه eSTREAM شبکه ECRYPT پذیرفته شد.
رویت(Revit)بیشتر در رشته ی عمران استفاده می شود.
رویت  توسط مارتین بوسخارد، مته فستراگر، توماس پدرسن، جسپر کریستیانسن و اوی اسکاونیوس طراحی شده‌است.
رویت  از کلیدی ۱۲۸ بیتی و IVی ۶۴ بیتی استفاده می‌کند. این سیستم رمز با این ذهنیت طراحی شده بود تا دارای کارآیی بالا در نرم‌افزار باشد، که یک پیاده‌سازی کاملاً بهینه از آن به سرعت رمزگذاری بیش از ۳٫۷ سیکل در بیت (CPB) در پنتیوم ۳، و ۹٫۷ سیکل در بیت در ARM۷ نائل می‌شود. با این وجود، این سامانه رمز همچنین در سخت‌افزار نیست بسیار سریع و فشرده عمل خواهد کرد.
بخش اصلی و مرکزی این سامانه رمز، مولد دنباله بیت‌های آن است که در هر تکرار ۱۲۸ بیتِ پیام را رمز می‌کند. استحکام و مقامت رمز بستگی به ترکیب قوی حالت‌های درونی آن بین دو تکرار متوالی دارد. به‌طور کلی تابع ترکیب‌کننده مبنی بر عملیات حسابی ایست که روی پردازنده‌های امروزی در دسترس هستند؛ یعنی نیازی به جعبه‌های جایگزین (S-boxes) یا جداول مراجعه (lookup tables) برای پیاده‌سازی رمز نیست.
نویسندگان و طراحان این رمز یک مجموعه کامل از گزارش‌های (white papers) مربوط به تجزیه و تحلیل رمز را روی صفحه خانگی  Cryptico  ارائه کرده‌اند.
همچنین این رمز در RFC ۴۵۰۳ شرح داده شده‌است. Cryptico معوقه‌های انحصاری برای این الگوریتم را در اختیار داشته‌است و سال‌های زیادی حق امتیاز برای استفاده تجاری از این رمز را نیاز داشت که برای استفاده‌های غیر تجاری از آن صرف نظر شد. به این ترتیب از ششم اکتبر سال ۲۰۰۸ این الگوریتم برای هرگونه استفاده‌ای آزاد شد.

## امنیت
رویت ادعای امنیت ۱۲۸ بیتی علیه مهاجمینی را دارد که هدفشان یک کلید خاص است. با این وجود اگر حمله‌کننده تعداد زیادی از کلیدها را به یک باره هدف قرار دهد و برایش واقعاً مهم نباشد که کدام یک را می‌شکند، در این صورت اندازه IV کوچک در یک سطح از امنیت کاهیده شده از ۹۶ بیت، نتیجه خواهد داد. این به علت حمله generic TMD trade-off است.
یک بایاس کوچک در خروجی از ربیت وجود دارد، که در یک تمایزدهنده با پیچیدگی ۲۲۴۷ حاصل می‌شود، که توسط Jean-Philippe Aumasson در دسامبر ۲۰۰۶ کشف شده‌است. هر چند که این تمایزدهنده در ۲۰۰۸ به ۲۱۵۸ بهبود داده شد. هیچ تهدیدی برای امنیت ربیت وجود ندارد، زیرا که پیچیدگی آن به‌طور قابل توجهی بیشتر از روی آوردن به نیروی قهریه روی فضای کلید (۲۱۲۸) است.